# Kluizenarij

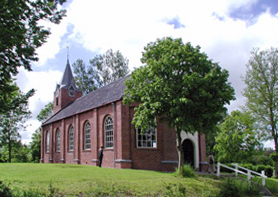
Kluis van Warfhuizen

Een kluizenarij (synoniemen: kluis, hermitage) is de verblijfplaats van een kluizenaar, ook wel kluisbroeder, eremiet, heremiet of anachoreet genoemd.
Een kluizenarij is vaak op een eenzame plek in een bos of in het veld gelegen. Iemand die zich afzondert in een kluizenarij doet dat meestal om religieuze redenen, om zich helemaal op het 'hogere' te richten. Er waren ook kluizen waar twee of meerdere kluizenaars in gemeenschap samenwoonden. Een kluis kan gezien worden als een klooster met slechts een of meerdere monniken of zusters. Zij verschillen van kloosters doordat zij niet een van de erkende kloosterregels volgden. Zo heeft een kluizenaar niet te maken met de hiërarchie in een kloostergemeenschap, waardoor de kloostergelofte van gehoorzaamheid minder relevant is. 
In vroeger tijd was voor sommige religieuzen (monniken of nonnen) afzondering uit de wereld in de wildernis geen mogelijkheid; zij lieten zich binnen hun gemeenschap inmetselen (met een opening waardoor onder meer voedsel werd verstrekt) of opsluiten. Dit soort kluizenaars en kluizenaressen worden reclusen genoemd. 
Kluizenaars leefden afgezonderd, maar konden ook betrokken zijn bij de samenleving in de buurt van hun kluizen. Zij bewaakten en onderhielden de kapellen in de omgeving van hun kluis. Zij vervingen afwezige pastoors door sommige vormen van zielezorg, sommige kluizenaars gaven onderwijs aan jongeren of vingen geesteszieken op
De Engelse mystica Juliana van Norwich woonde in een kluis die aan de plaatselijke parochiekerk was vastgebouwd. Suster Bertken (ca. 1426-1514) woonde 57 jaar lang in een kluis in de Utrechtse Buurkerk. In Maastricht woonde Sint-Amor in een kluis op de plek van de latere Sint-Amorkapel. Op de plek waar Goar zijn kluis had, ontstond Sankt Goar.
Een bekende kluizenarij is de kluis op de Schaelsberg in Valkenburg, die niet meer bewoond wordt en te bezichtigen is. De Sint-Janskluis in Geleen, ook wel de kluis van Krawinkel genoemd, is al heel lang niet meer als zodanig in gebruik. In Lier getuigt de Kluizekerk van eerder verblijf van kluizenaars. Een voorbeeld van een bewoonde kluizenarij is die van Onze Lieve Vrouwe van de Besloten Tuin te Warfhuizen, in het noorden van Groningen.

## Overzicht van kluizen
In België zijn er onder meer de volgende kluizen (geweest):
- Kluis van Bolderberg in Heusden-Zolder
- Kluis van Vrijhern in Sint-Huibrechts-Hern (Hoeselt)
- Kluis aan de Kapel van de Beukeboom in Lummen
- Kluis aan de Kapel van Oetersloven in Wellen (België)
- Kluis van Helshoven in Borgloon
- Achelse Kluis: in de 17de eeuw gesticht als gemeenschap van maximaal 13 broeders-eremieten [3]
- Kluis bij Sint-Odulfuskerk (Borgloon)
- Kluis in Holt in Beverst
- Kluis van Reinrode in Loksbergen (Halen (België)
- Kluis van Deust in Peer (België)
- Kluis in Niel-bij-As
- Kluis op de Kluisberg in Kluisbergen
- Kluis van Moria in Vorselaar
- Kluizenarij en kapel van Sint-Thibaut in Rendeux
- Kluizenarij van Sint-Antonius in Malmedy
- Kluis van Meyerode in Amel
- Kluis bij Klein-Ternaaien Visé

In Luxemburg:
- Helzerklaus te Hachiville

In Nederland zijn er onder meer de volgende kluizen (geweest):
- Kluis op de Schaelsberg te Valkenburg aan de Geul
- Sint-Janskluis te Geleen
- Kluizenarij Onze Lieve Vrouwe van de Besloten Tuin te Warfhuizen
- Achelse Kluis
- Abdij Sion in Diepenveen
- Kluis in Cluysberggroeve te Bemelen
- Huis De Beuk te Gronsveld
- Grotwoning De Kluis te Maastricht